# Dramatic Idylls
Dramatic Idylls (Sielanki epickie) – dwuczęściowy cykl wierszy angielskiego poety Roberta Browninga, opublikowany w latach 1879-1880. 

## Treść
Cykl dzieli się na dwie serie. Seria pierwsza zawiera utwory Martin Relph, Pheidippides, Halbert and Hob, Ivàn Ivànovitch, Tray i Ned Bratts, seria druga zaś wiersze You are sick, that's sure, Echetlos, Clive, Muléykeh, Pietro of Abano, Doctor ——, Pan and Luna i Touch him ne'er so lightly. Browning czerpie inspirację zarówno z mitologii greckiej (Pan i Luna) i historii Grecji (Pheidippides, opowiadający o Filippidesie), jak i z kultury rosyjskiej (Iwan Iwanowicz), a nawet arabskiej (Muléykeh).

## Forma
Utwory składające się na cykl są zróżnicowane pod względem formalnym, a ich wersyfikacja jest skomplikowana. W większości utwory są pisane przy użyciu długich formatów jambicznych. W niektórych przypadkach poeta miesza jamby i anapesty. Pisze wierszem rymowanym parzyście albo układanym w wyrafinowane strofy. Pan and Luna jest napisany tradycyjną oktawą, czyli zwrotką ośmiowersową rymowaną abababcc, ale Pheidippides i Pietro of Abano są zbudowane z bardziej niecodziennych oktostychów, rymowany odpowiednio abcddcab i abacdbdc. Browning często też ucieka się do stosowania wieloskładnikowej aliteracji: Run, Pheidippides, run and race, reach Sparta for aid! (Pheidippides); Ay, there have been always, since our world existed,/Mages who possessed the secret — needed but to stand still, fix eye/On the foolish mortal: straight was he enlisted/Soldier, scholar, servant, slave — no matter for the style! (Pietro of Abano).

Early one winter morn, in such a village as this,
Snow-whitened everywhere except the middle road
Ice-roughed by track of sledge, there worked by his abode
Ivàn Ivànovitch, the carpenter, employed
On a huge shipmast trunk; his axe now trimmed and toyed
With branch and twig, and now some chop athwart the bole
Changed bole to billets, bared at once the sap and soul.
About him, watched the work his neighbors sheepskin-clad;
Each bearded mouth puffed steam, each gray eye twinkled glad
To see the sturdy arm which, never stopping play,
Proved strong man’s blood still boils, freeze winter as he may.

## Przekłady
Na język polski utwory Halbert i Hob, Taca i Nie tykaj go lekkomyślnie przełożył Juliusz Żuławski.